# Trebinjanska rijeka
Trebinjanska rijeka ili Trebinja je rijeka ponornica u Hercegovini.

## Prošlost
S obzirom na bogata nalazišta ljudske naseljenosti na prostoru Trebinje iz najstarijih vremena (gomile, gradine, legende ...) nameće se zaključak da je rijeka i porječje nekad bilo mnogo bogatije. Naseljenost u rimskom dobu s vrlo razvijenim životnim standardom i civilizacijskim navikama njegovih stanovnika zahtijevala je obilje pitke vode.
Sudeći po tome porječje Trebinje bilo je plodno pošumljeno krško polje. Tijek vode bilo je u suprotnom smjeru u odnosu na Popovo polje, s kojim je činila zatvoren ciklus tijeka podzemne vode. Staro Popovo polje imalo je svoju vodu tekućicu i ponornicu. Močvara se hranila iz mnoštva izvora koji su se javljali Zahvaljujući dolomitičnoj barijeri koja je stvorila viseći hidrogeološki kolektor bilo je mnoštvo izvora koji su hranili močvaru razvijenu na ovom polju. Iz močvare je voda šumarcima tekla prema istoku ka dubljim dijelovima pitomog polja i ondje ponirala.
U narodu se sačuvala priča o postojanju vodovoda na Trebinji. Živa je i legenda kako se u Trebinji utopilo dvoje djece na jednom od izvora.

## Danas
Rijeka se dosta smanjila ali postoji i danas. Izvorište joj se pretvorilo se u seosku lokvu, dobrim dijelom zaplivenu. Ta današnja lokva u blizini župne crkve je ostatak hidrološkog sustava Popova polja i starog porječja Trebinje.
Močvarište koje je tvorila danas su njive. Nekadašnji površinski tok do danas se spustio pod zemlju. Krško podzemlje ju je propustilo do nepropusnog dijela, vjerojatno dolomitične podine. Od starog korita trag je ostao u sustavu jama kojima se ova ponornica spuštala u podzemlje. Od nekadašnjeg kvartarnog i inih pokrova ostale su samo krpice. Erozijom su danas ostale ponorne zone, oranice i livade. Šume koje su nekad bile uz tok ove ponornice nestale su bez traga.